# Grúzia nemzeti parkjai
Grúzia nemzeti parkjainak listája.
Az országban 
10 nemzeti park van (grúz: სახელმწიფო ნაკრძალი), ezentúl
14 természetvédelmi terület (grúz: ეროვნული პარკი),
24 természeti emlék (grúz: ბუნების ძეგლი),
18 élőhelyek / fajok védett területe (grúz: აღკვეთილი),
2 védett táj (grúz: დაცული ლანდშაფტი). Grúzia védett területeinek teljes területe 511 123 hektár, ami az ország területének mintegy 7%-át teszi ki.

## Nemzeti parkok
| kép | név                              | helyi név                        | terület (km²) | régió, megjegyzés | térkép                                                   |
| --- | -------------------------------- | -------------------------------- | ------------- | --- | -------------------------------------------------------- |
|     | Algeti Nemzeti Park              | ალგეთის ეროვნული პარკი           | 68            | Alsó-Kartliban fekszik, Tbiliszitől 60 km-re délnyugatra |                                                          |
|     | Borzsomi-Kharagauli Nemzeti Park | ბორჯომ-ხარაგაულის ეროვნული პარკი | 851           | A Kis-Kaukázusban található (Szamche-Dzsavaheti). Grúzia egyik legnagyobb nemzeti parkja, az ország területének több mint 1%-a. Gazdag növény- és állatvilága van. | Grúzia nemzeti parkjai (Grúzia) · Grúzia nemzeti parkjai |
|     | Dzsavahéti Nemzeti Park          | ჯავახეთის ეროვნული პარკი         | 142           | Szamche-Dzsavaheti | Grúzia nemzeti parkjai (Grúzia) · Grúzia nemzeti parkjai |
|     | Kazbegi Nemzeti Park             | ყაზბეგის ეროვნული პარკი          | 90            | Mcheta-Mtianeti | Grúzia nemzeti parkjai (Grúzia) · Grúzia nemzeti parkjai |
|     | Kolheti Nemzeti Park             | კოლხეთის ეროვნული პარკი          | 289.4         | A Fekete-tenger partvidékén fekszik: Szamegrelo-Felső-Szvanéti, Guria. | Grúzia nemzeti parkjai (Grúzia) · Grúzia nemzeti parkjai |
|     | Macsakhela Nemzeti Park          | მაჭახელას ეროვნული პარკი         | 87            | Adzsaria | Grúzia nemzeti parkjai (Grúzia) · Grúzia nemzeti parkjai |
|     | Mtirala Nemzeti Park             | მტირალას ეროვნული პარკი          | 157           | Az ország délnyugati részén, Adzsariában fekszik. Ez Grúzia legcsapadékosabb területe, innen a név „mtirala” (sírni, könnyezni). A nedvesség, az eső és a köd egy különleges tájképet hozott létre. Sok endemikus növényfaj él itt. | Grúzia nemzeti parkjai (Grúzia) · Grúzia nemzeti parkjai |
|     | Tbiliszi Nemzeti Park            | თბილისის ეროვნული პარკი          | 243           | Tbiliszi városától északra fekszik. Mcheta történelmi városa a park nyugati határán fekszik. Védett emlősei a gímszarvas, a hiúz, eurázsiai barnamedve, vörös róka és sakál. | Grúzia nemzeti parkjai (Grúzia) · Grúzia nemzeti parkjai |
|     | Tuséti Nemzeti Park              | თუშეთის ეროვნული პარკი           | 830           | az ország ÉK-i részén, a Nagy-Kaukázusban terül el, Kahéti régióban. A park legfontosabb faunája a medve, a zerge, a sólyom, a szirti sas, a szakállas saskeseyű, a hiúz, a hegyi kecske és a farkas. A parkot 2011-ben a Budget Travel a "12 legjobb ismeretlen hely" egyikének nevezte el, amely nemcsak gazdag biológiai sokféleségét, hanem nagyszerű tájait, hagyományos falvait, régi erődtornyait, és népi kultúráját is jelenti. | Grúzia nemzeti parkjai (Grúzia) · Grúzia nemzeti parkjai |
|     | Vaslovani Nemzeti Park           | ვაშლოვანის ეროვნული პარკი        | 251           | Kopár sziklák és száraz erdők területe az ország délkeleti csücskében, az azerbajdzsáni határnál. | Grúzia nemzeti parkjai (Grúzia) · Grúzia nemzeti parkjai |